# Дугган, Луис Хорхе
Луис Хорхе Дугган Хам (исп. Luis Jorge Duggan Ham; 6 марта 1906 года, Буэнос-Айрес — 12 июня, 1987 года) — аргентинский игрок в поло ирландского происхождения.

## Биография
Луис Дугган родился в семье Хуана Томаса Дуггана и Маргариты Хам Этчеон. Отец происходил из зажиточной семьи с ирландскими корнями. Сестра матери Люсия Хам Этчеон была замужем за Луисом Антонио Духау, министром сельского хозяйства Аргентины. У семьи было десять детей, семь из которых стали игроками в поло. Наиболее успешными оказались младшие сыновья, Луис и Хериберто. Детство Луиса прошло в семейном поместье в провинции Сан-Хосе, где он вырос отличным наездником. Профессиональную карьеру в поло начал в 1927 году, первым его клубом стал Venado Tuerto.
На Летних Олимпийских играх 1936 года в Берлине завоевал золотую медаль в составе аргентинской команды по поло. Он принял участие в обоих матчах сборной — в первом, против Мексики, и во втором, против Великобритании.
В 1943 году получил статус гандикап 10, высший квалификационный статус игрока в поло. Луис Дугган стал первым игроком в Аргентине получившим гандикап 10 играя первым номером.
В 1966 году отбирал состав команды Аргентины для участия в Кубке Америки.
Во время праздновании пятидесятилетия победы на Летних Олимпийских играх 1936 года, в 1986 году, президент Ассоциации поло Аргентины, Маркос Уранга наградил оставшихся в живых участников, Луиса Дуггана и Роберто Каванаха, ростками Олимпийского дуба, посаженного в Палермо. На Летних Олимпийских играх 1936 года победителям помимо золотых медалей вручали ростки дуба.

## Личная жизнь
Жена — Мария Инес Вивот Кабрал, свадьба состоялась 12 июня 1939 года. У пары родились 10 детей, двое из которых — Луис и Пабло — продолжили семейную традицию и стали игроками в поло.

## Достижения
Сборная Аргентины
Олимпийский чемпион: 1936
Кубок Америки: 1936
El Trebol
Победитель Открытого чемпионата Аргентины: 1939, 1940, 1941, 1942, 1943
Venado Tuerto
Победитель Открытого чемпионата Аргентины: 1949
Los Pinguinos
Победитель Открытого чемпионата Аргентины: 1951
Также Луис Дугган был победителем большого числа менее значимых турниров.
Пони Луиса Дуггана: Ситроен, Балин и Руби выигрывали Кубок леди Сьюзан Тоунли, приз лучшему пони Открытого чемпионата Аргентины. Причём Руби выигрывал этот приз два раза подряд.